# استعادة أراكان
استعادة أراكان، هي حملة عسكرية قادتها سلطنة البنغال لمساعدة الملك (مين ساو مون) لاستعادة السيطرة على بلاده التي احتلتها القوات البورمية. كانت الحملة ناجحة وهزمت القوات البنغالية القوات البورمية وأعادت تعين مين ساو مون كحاكم لمروق يو. ونتيجة للانتصار أصبحت أراكان ولاية تابعة لسلطنة البنغال.

## خلفية الأحداث
في عام 1406، قامت القوات البورمية من مملكة أفا بغزو أراكان. ثم تم تقسيم أراكان فيما بعد بين مملكة أفا ومملكة هانثاوادي القوية في بورما السفلى. وفر الحاكم الأراكاني السابق مين ساو مون إلى سلطنة البنغال وعاش هناك لمدة 24 عامًا. أصبح ساو مون على مقربة من السلطان البنغال جلال الدين محمد شاه، أقنع ساو مون السلطان لمساعدته في استعادة أراكان من الاحتلال البورمي.

## الغزو
في عام 1429، قاد القائد والي خان جيشًا من البشتون لغزو أراكان. ولكنه فشل في محاولته الأولى لأسترداد أراكان. ثم قاد حملة أخرى نجح فيها في استعادة أراكان من البورميين. أُعلن مين ساو مون ملكًا في لونجيت في 18 أبريل 1429. وحول ساو مون العاصمة إلى مروق يو في عام 1430، حيث تم تأسيس أسرة مروق يو كمحمية البنغالية.

## النتيجة
أنشأ البنغاليون مستوطنات في أراكان بعد إعادة الاستيطان. اعتمد الملوك أراكان الألقاب الإسلامية والأزياء أنفسها التي يرتديها حكام البنغال.وتم ضرب عملة تاكا (هي عملة سلطنة البنغال) في أراكان.